# لاك ديس أنجليس (كيبك)
لاك ديس أنجليس (بالإنجليزية: Lac-des-Aigles, Quebec)‏ هي بلدية محلية في كيبيك تقع في كندا في Témiscouata Regional County Municipality. يقدر عدد سكانها بـ 551 نسمة ومساحتها 90.30 كم2 .